# Éliane Houlette
Pour les articles homonymes, voir Houlette.
Éliane Houlette, née le 2 novembre 1953 à Fougères (Ille-et-Vilaine), est une magistrate française. Ayant effectué l'essentiel de sa carrière au parquet, elle est procureur de la République financier entre 2014 et 2019. En janvier 2017, chargée du suivi de l'affaire Fillon, elle ordonne l'ouverture d'une information judiciaire et saisit un juge d'instruction sur ce sujet.

## Biographie

### Famille
Éliane Houlette est mariée à Pierre Mucchielli, avocat général près la Cour de cassation. Elle est mère de deux enfants.

### Formation et début de carrière
À sa sortie de l'École nationale de la magistrature en 1980, Éliane Houlette commence sa carrière comme juge des enfants à Blois pendant plusieurs années, puis elle effectue un passage de deux ans à la Chancellerie en tant que responsable des affaires économiques et financières à la direction des affaires criminelles et des grâces.

### Magistrate du parquet
En 1987, elle est nommée substitut et chef de la division des affaires économiques et commerciales au tribunal de grande instance de Versailles, puis, en 1993, elle devient premier substitut chargée de la section financière puis de la division commerciale au tribunal de grande instance de Paris. Décrite comme « pointilleuse mais discrète », Éliane Houlette rejoint la cour d'appel de Paris en qualité de substitut du procureur général puis d'avocat général chargé des affaires civiles, de 2002 à 2014. Elle est alors nommée commissaire du gouvernement auprès du Conseil des ventes volontaires de meubles aux enchères publiques.

### Procureur de la République du parquet financier
Proposée par la garde des Sceaux Christiane Taubira en mars 2014 puis choisie par le Conseil supérieur de la magistrature le 28 janvier 2014, elle est nommée avocat général à la Cour de cassation pour exercer les fonctions de procureur de la République du parquet financier près le tribunal de grande instance de Paris le 30 janvier 2014. Elle prend alors la tête du parquet national financier, dont la compétence est nationale, créé en décembre 2014 à la suite de l'affaire Cahuzac afin de lutter contre la corruption et l'évasion fiscale,.
Depuis sa prise de fonctions, 401 procédures ont été mises en place, 31 ont été jugées ; de plus, a-t-elle précisé, plusieurs enquêtes préliminaires sont clôturées ou bien avancées et douze procès de grande importance sont déjà programmés en 2017. En janvier 2017, elle est chargée des investigations sur l'affaire Fillon et ouvre une information judiciaire sur ce sujet. En 2019, un magistrat du parquet national financier est muté pour avoir écrit une lettre incriminant sa supérieure hiérarchique, Éliane Houlette. Le conflit tourne alors autour d'un cabinet d'avocats mis en cause dans un dossier de délit d'initié instruit par le parquet. Éliane Houlette connaît bien ce cabinet et sa propre fille, avocate, y travaille comme collaboratrice.
Elle prend sa retraite le 13 avril 2019, et est remplacée par Jean-François Bohnert.

### Durant la retraite
En septembre 2019, une enquête préliminaire est ouverte à son égard dans une affaire de possible violation du secret de l'instruction. Éliane Houlette prend pour avocat Jean-Pierre Versini-Campinchi (avocat par ailleurs d’Anne Lauvergeon dans une précédente enquête du parquet national financier concernant Areva).
En juin 2020, entendue par la commission d'enquête de l'Assemblée nationale consacrée aux « obstacles à l'indépendance du pouvoir judiciaire », elle déclare avoir fait l'objet de « très, très nombreuses demandes » du parquet général qui « s'ingérait au quotidien dans l'action publique ». Ces demandes, dit-elle, « étaient d'un degré de précision ahurissante. Je les ai ressenties comme une énorme pression »,. Cette mise en cause de sa supérieure hiérarchique, la procureure générale de Paris Catherine Champrenault, est mise en perspective par Mediapart qui rappelle que Catherine Champrenault a ouvert en septembre 2019 « une enquête judiciaire très gênante visant Éliane Houlette » pour « trafic d’influence », « prise illégale d’intérêts » et « violation du secret ». Cette enquête fait suite à un signalement par des gendarmes de Marseille, selon lequel la cheffe du parquet national financier aurait renseigné le clan Gaudin sur ses affaires. Après son classement sans suite, Eliane Houlette porte plainte contre Mediapart.

## Décorations
- Chevalier de l'ordre national du Mérite (2010)[21].